# Josefa Idem
Josefa Idem, född den 23 september 1964 i Goch, Tyskland, är en västtysk och därefter italiensk kanotist.
Hon tog OS-brons i K2 500 meter i samband med de olympiska kanottävlingarna 1984 i Los Angeles.
Hon tog OS-brons i K1 500 meter i samband med de olympiska kanottävlingarna 1996 i Atlanta.
Hon tog OS-guld i K1 500 meter i samband med de olympiska kanottävlingarna 2000 i Sydney.
I samband med de olympiska kanottävlingarna 2004 i Aten tog hon OS-silver på samma distans, och vid de olympiska kanottävlingarna 2008 i Peking återupprepade hon denna bedrift och tog hon OS-silver igen.